# 雕方蟹科
雕方蟹科(Glyptograpsidae)是短尾下目(螃蟹)方蟹總科以下的一個科，是一種在2002年才確定的新蟹種分類。它包含了兩個蟹屬，都是在19世紀後期於中美洲發現。這兩個屬分別為：
- 雕方蟹屬 (Glyptograpsus)
- 中美洲方蟹屬 (Platychirograpsus)
  - 中美洲方蟹 (Platychirograpsus typicus)